# Qiu Jun (fisiculturista)
Qiu Jun (Chinês: 邱钧 ; 1948 - 6 de fevereiro de 2020) foi um fisiculturista chinês e campeão de fisiculturismo que reivindicou numerosos prêmios na categoria sênior. Ele venceu muitas competições nacionais e ficou em 2º lugar no torneio internacional de culturismo chamado "Olympic World Night" 2019, realizado na China.
Durante a pandemia de COVID-19 na China continental, Qiu foi diagnosticado com a doença. Em 6 de fevereiro de 2020, morreu da infecção no hospital local da Cruz Vermelha.